# Максимович, Неманья
Нема́нья Макси́мович (серб. Немања Максимовић / Nemanja Maksimović; род. 26 января 1995, Баня-Ковиляча) — сербский футболист, полузащитник клуба «Панатинаикос» и сборной Сербии. Участник чемпионата мира 2022.
Капитан юношеской сборной Сербии (до 19 лет) — чемпиона Европы 2013 и молодёжной сборной Сербии — чемпиона мира 2015. Двукратный чемпион Казахстана в составе «Астаны».

## Клубная карьера
Родился в курортном городке Баня-Ковиляча в западной Сербии. Тренировался в молодёжном составе клуба «Црвена Звезда» (Белград). Желая играть за рубежом, 18-летний Максимович в январе 2013 года уехал в Италию, где тренировался в клубе «Эллас Верона» серии В.
В июле 2013 года в составе юношеской сборной Сербии по футболу (до 19 лет) участвовал в чемпионате Европы 2013 в Литве. Будучи капитаном команды, выходил на поле в четырёх матчах, включая полуфинал и финал. Чемпионат завершился победой сербских «орлят», выигравших в финале 1:0 у Франции. Максимович сразу заключил контракт со словенским клубом «Домжале» и дебютировал как профессионал в 18-летнем возрасте 18 октября 2013 года.
В июле 2014 года на юношеском чемпионате Европы в Венгрии сербская команда капитана Максимовича в полуфинале проиграла сборной Португалии по пенальти и уступила свой титул Германии, получив бронзовые медали с командой Австрии.
7 февраля 2015 года Неманья перешёл в «Астану», подписав контракт до конца 2016 года. Трансфер опорного полузащитника из словенского клуба обошёлся «Астане» в полмиллиона евро. И уже 1 марта в составе «Астаны» Максимович выиграл Суперкубок Казахстана по футболу 2015 у алматинского «Кайрата», а во втором туре чемпионата 11 марта забил свой первый гол за «Астану» в выездном матче против павлодарского «Иртыша».
В июне 2015 года сборная Сербии (до 20 лет) с капитаном Максимовичем выиграла и чемпионат мира (до 20 лет) в Новой Зеландии. Сербы проявили волю к победе, победив в дополнительное время во всех четырёх матчах плей-офф. Неманья забил решающие голы в четвертьфинале с США и в финале с Бразилией. Максимовичем заинтересовались «Базель» и «Гамбург», но трансферная стоимость игрока уже возросла до 2 млн евро.
8 ноября 2015 года «Астана», победив дома «Актобе» со счётом 1:0, повторно стала чемпионом Казахстана. И Максимович завоевал свою первую золотую медаль чемпиона страны.
26 октября 2016 года «Астана», сыграв дома нулевую ничью с «Окжетпесом» досрочно за тур до конца чемпионата выиграла третий подряд титул. А Максимович стал двукратным чемпионом Казахстана.
8 января 2017 года Неманья подписал предварительный пятилетний контракт до 2021 года на 7 миллионов евро с «Валенсией», но руководство испанского клуба решило не платить 300 000 евро «Астане» за немедленный переход серба и дождаться июня, когда он станет свободным агентом, и получить его бесплатно. В феврале 2017 года Максимович вернулся в состав «Астаны». Но так и не сыграл ни одной игры в новом сезоне и был отзаявлен в июне 2017 года. «Валенсия» же объявила в июле о его переходе в свой стан, назначив за футболиста рекордные для клуба 100 миллионов евро отступных.
Но 23 июля серб покинул предсезонный тур своего клуба по Северной Америке, не получив визу в США, и вернулся в Испанию.
18 августа 2017 года Максимович дебютировал в испанской Ла Лиге в матче первого тура «Валенсия» — «Лас-Пальмас» (1:0), выйдя на замену на 89 минуте. Этому же канарскому клубу он забил свой первый гол 9 января 2018 года, правда, в 1/8 финала Кубка Испании (4:0). Всего Неманья провёл за «Валенсию» за сезон 15 игр чемпионата и 6 — в Кубке Испании, но так и не прижился в основе команды.
В июле 2018 года «Валенсия» уступила Максимовича клубу «Хетафе» за 5,5 млн евро, но с преференцией выкупа его обратно в течение трёх лет за 8 млн евро. 19 августа серб дебютировал в новом клубе, отыграв все 90 минут матча первого тура Ла Лиги против мадридского «Реала» на «Сантьяго Бернабеу» (0:2). А 18 мая 2019 забил свой первый гол за клуб в последнем туре чемпионата в игре с «Вильярреалом» (2:2) и помог команде занять 5 место, дающее право клубу впервые за 8 лет на участие в Лиге Европы в следующем сезоне. Серб прочно занял место в основе, сыграв 36 матчей чемпионата из 38, и «Хетафе» выкупил его у «Валенсии» за 10 миллионов евро, подписав 5-летний контракт.

## Карьера в сборной
Неманья в составе юношеской сборной Сербии (до 19 лет) выиграл чемпионат Европы 2013 года и стал бронзовым призёром в 2014 году. Также выиграл чемпионат мира 2015 года (до 20 лет) в Новой Зеландии. В финале 20 июня он забил победный гол в ворота молодёжной сборной Бразилии на 118-й минуте (2:1), а в четвертьфинале против сборной США забил победный пенальти (6:5). Всего на турнире забил 3 мяча.
23 марта 2016 года Максимович дебютировал за сборную Сербии в товарищеском матче против сборной Польши в Познани (0:1), выйдя на замену на 73 минуте игры.
Максимович попал в предварительный шорт-лист 27 игроков для участия в чемпионате мира 2018 в России. Но в итоговый список 23 участников главный тренер сборной Сербии Младен Крстаич его не включил.

## Достижения
«Астана»
- Чемпион Казахстана (2): 2015, 2016
- Обладатель Суперкубка Казахстана: 2015
- Обладатель Кубка Казахстана: 2016
- Финалист Кубка Казахстана: 2015

Сборная Сербии
- Чемпион юношеского чемпионата Европы (до 19 лет): 2013
- Бронзовый призёр юношеского чемпионата Европы (до 19 лет): 2014
- Чемпион молодёжного чемпионата мира: 2015

## Статистика
| Выступление      | Выступление      | Выступление      | Лига | Лига | Кубки | Кубки | Еврокубки | Еврокубки | Остальные | Остальные | Итого | Итого |
| Клуб             | Лига             | Сезон            | Игры | Голы | Игры  | Голы  | Игры      | Голы      | Игры      | Голы      | Игры  | Голы  |
| ---------------- | ---------------- | ---------------- | ---- | ---- | ----- | ----- | --------- | --------- | --------- | --------- | ----- | ----- |
| Домжале          | Первая лига      | 2013/14          | 11   | 0    | 0     | 0     | 0         | 0         | 0         | 0         | 11    | 0     |
| Домжале          | Первая лига      | 2014/15          | 16   | 3    | 3     | 1     | 0         | 0         | 0         | 0         | 19    | 4     |
| Домжале          | Итого            | Итого            | 27   | 3    | 3     | 1     | 0         | 0         | 0         | 0         | 30    | 4     |
| Астана           | Премьер-Лига     | 2015             | 23   | 6    | 3     | 0     | 11        | 1         | 1         | 0         | 38    | 7     |
| Астана           | Премьер-Лига     | 2016             | 31   | 3    | 1     | 0     | 5         | 1         | 1         | 0         | 38    | 4     |
| Астана           | Итого            | Итого            | 54   | 9    | 4     | 0     | 16        | 2         | 2         | 0         | 76    | 11    |
| Валенсия         | Примера          | 2017/18          | 15   | 0    | 6     | 1     | 0         | 0         | 0         | 0         | 21    | 1     |
| Валенсия         | Итого            | Итого            | 15   | 0    | 6     | 1     | 0         | 0         | 0         | 0         | 21    | 1     |
| Хетафе           | Примера          | 2018/19          | 36   | 1    | 4     | 0     | 0         | 0         | 0         | 0         | 40    | 1     |
| Хетафе           | Примера          | 2019/20          | 35   | 2    | 1     | 0     | 7         | 0         | 0         | 0         | 43    | 2     |
| Хетафе           | Примера          | 2020/21          | 35   | 1    | 0     | 0     | 0         | 0         | 0         | 0         | 35    | 1     |
| Хетафе           | Примера          | 2021/22          | 35   | 1    | 0     | 0     | 0         | 0         | 0         | 0         | 35    | 1     |
| Хетафе           | Примера          | 2022/23          | 12   | 0    | 0     | 0     | 0         | 0         | 0         | 0         | 12    | 0     |
| Хетафе           | Итого            | Итого            | 153  | 5    | 5     | 0     | 7         | 0         | 0         | 0         | 165   | 5     |
| Всего за карьеру | Всего за карьеру | Всего за карьеру | 249  | 17   | 18    | 2     | 23        | 2         | 2         | 0         | 292   | 21    |